# Les Essards (Charente)
Les Essards település Franciaországban, Charente megyében. Lakosainak száma 178 fő (2022. január 1.). Les Essards Bonnes, Rouffiac, Saint-Quentin-de-Chalais, Saint-Romain, Parcoul-Chenaud és Saint-Aulaye-Puymangou községekkel határos.

## Népesség
A település népessége az elmúlt években az alábbi módon változott:
| Lakosok száma | 241  | 203  | 193  | 209  | 195  | 192  | 193  | 186  | 183  | 178  |
|               | 1968 | 1982 | 1990 | 2006 | 2013 | 2015 | 2017 | 2019 | 2020 | 2022 |